# Valverde de la Vera

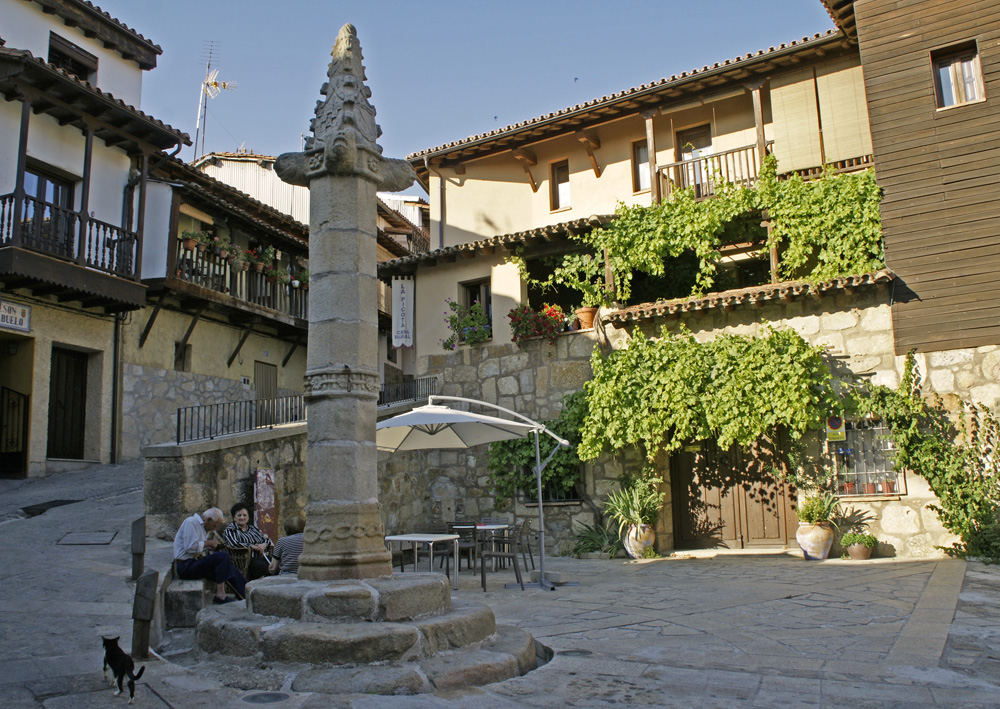
Ortszentrum mit Gerichtssäule

Valverde de la Vera ist ein Ort und eine Gemeinde (municipio) mit 448 Einwohnern (Stand: 2024) im Nordosten der Provinz Cáceres in der Autonomen Region Extremadura im Zentralspanien.

## Lage und Klima
Der Ort Valverde de la Vera liegt ca. 75 km (Fahrtstrecke) östlich der Stadt Plasencia in einer Höhe von ca. 510 m. Die Nordgrenze der Gemeinde bilden die ca. 2000 m hohen Berge der Sierra de Gredos; die Südgrenze bildet der Río Tiétar. Wegen der Höhenlage ist das Klima gemäßigt bis warm; Regen (ca. 800 mm/Jahr) fällt hauptsächlich im Winterhalbjahr.

## Bevölkerungsentwicklung
| Jahr      | 1857 | 1900 | 1950 | 2000 | 2021 |
| Einwohner | 1102 | 1078 | 1538 | 560  | 438  |

Der deutliche Bevölkerungsrückgang seit den 1950er Jahren ist im Wesentlichen auf die Mechanisierung der Landwirtschaft, die Aufgabe bäuerlicher Kleinbetriebe („Höfesterben“) und den damit einhergehenden Verlust von Arbeitsplätzen zurückzuführen.

## Wirtschaft
Auf den steinigen Böden der Umgebung wurde vorwiegend Weidewirtschaft betrieben; wenige Felder lieferten die Grundlage für den Anbau von Weizen und anderen Feldfrüchten für die in früheren Zeiten vorwiegend als Selbstversorger lebenden Einwohner. Im Ort selbst ließen sich sukzessive Händler, Handwerker und Dienstleister aller Art nieder. Heute spielt der Tourismus eine wichtige Rolle für die Einnahmen des Ortes und seiner Bewohner.

## Geschichte
Auf dem Gemeindegebiet wurden weder prähistorische noch römische, westgotische oder maurische Kleinfunde gemacht. Die Region um die Stadt Plasencia wurde im 12. Jahrhundert wiederholt von christlichen Heeren angegriffen, doch die endgültige Rückeroberung (reconquista) der Region geschah erst durch Alfons VIII. von Kastilien zu Beginn des 13. Jahrhunderts; in diese Zeit fällt wahrscheinlich auch die Gründung des Ortes, der durch Christen aus dem Norden, aber vielleicht auch aus dem Süden der Iberischen Halbinsel besiedelt wurde (repoblación).

## Sehenswürdigkeiten
- Der alte Ortskern besteht aus zumeist restaurierten Fachwerkhäusern. Bis zum Jahr 1492 gab es ein Judenviertel (judería).
- Die Burgruine (castillo) geht auf das 14./15. Jahrhundert zurück.
- Die dreischiffige Iglesia de Nuestra Señora Virgen de Fuentes Claras entstand erst im 16. Jahrhundert. Sie besitzt zwei Portale und zwei kleine, aber fein dekorierte Fenster.
- Die Gerichtssäule (rollo oder picota) stammt aus dem 16. Jahrhundert.
- Das Museo del Empalao präsentiert Kleidungsstücke und Gegenstände vom Tag der Büßer.[4]

## Feste
Am Gründonnerstag legen einige Ortsbewohner ein Büßergewand an; außerdem tragen sie Dornenkronen und gehen barfuß eine seit Jahrhunderten festgelegte Wegstrecke.